# Perognathus parvus
Perognathus parvus és una espècie de mamífer rosegador de la família dels heteròmids. Viu a la Gran Conca de Nord-amèrica (Canadà i els Estats Units). Es tracta d'un animal solitari que s'alimenta principalment de llavors, però també menja insectes i una mica de vegetació. Els seus hàbitats naturals són les estepes sorrenques amb herba curta, els matollars d'artemísia, Purshia tridentata i altres asteràcies i els boscos de pins pinyoners i ginebres. És una espècie en risc mínim, és a dir, no sembla que hi hagi cap amenaça significativa per a la seva supervivència.